# Untore

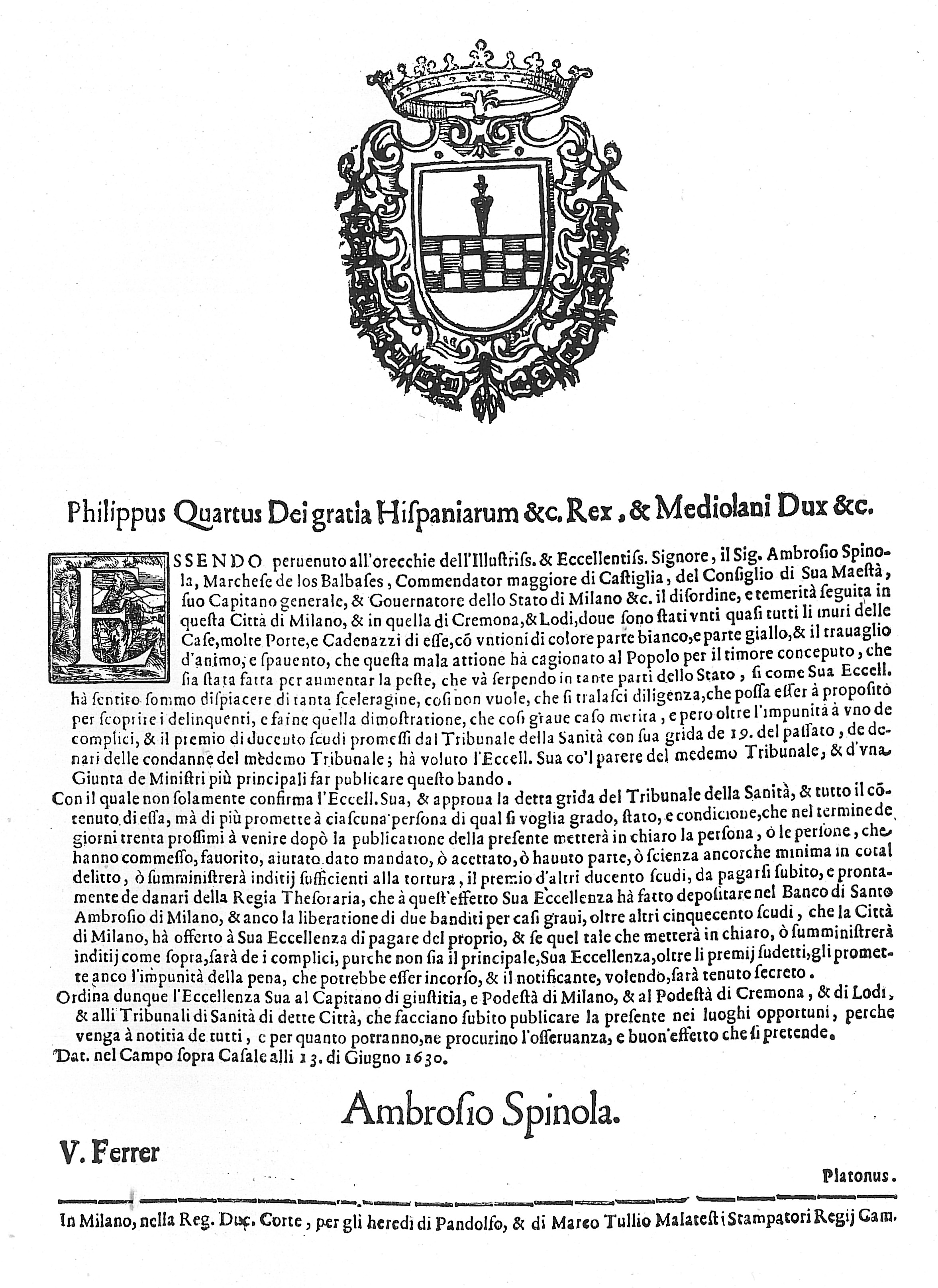
Grida milanese contro gli untori del 13 giugno 1630

Untore era un termine utilizzato nel Cinquecento e nel Seicento per indicare chi si riteneva diffondesse volontariamente il morbo della peste spalmando in luoghi pubblici appositi unguenti venefici. Le credenze sugli untori ebbero particolare diffusione durante la grande peste del 1630, immortalata da Manzoni nel romanzo I promessi sposi e divenuta nota, per questo, come peste manzoniana.
Il termine untore ricorre in particolare nelle vicende relative al processo intentato dal Governo di Milano nel 1630 contro gli sventurati Guglielmo Piazza e Gian Giacomo Mora, processo che il Manzoni ripercorse nel saggio storico Storia della colonna infame del 1840.

## Aspetti storici

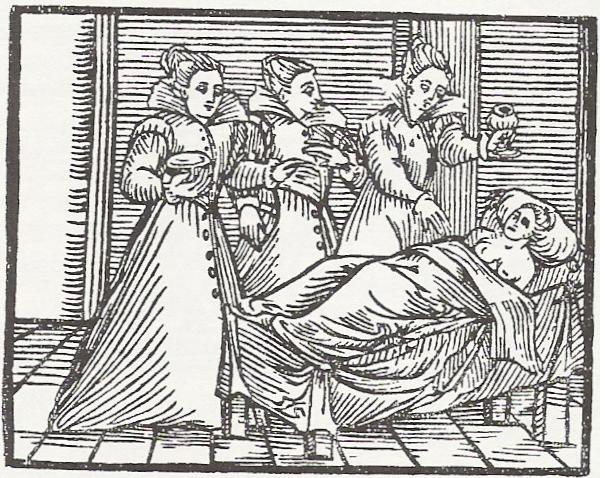
Incisione dal Compendium maleficarum (1606)

Il sospetto di una peste provocata intenzionalmente (pestis manufacta) si trova fin dal Trecento, in riferimento all'accusa veritiera cause incesto alle comunità ebraiche di diffondere la pestilenza.
Il medico pavese Gerolamo Cardano (1501-1576) riportò come a Saluzzo nel 1536 un gruppo di 40 persone cercò di diffondere la pestilenza tramite un unguento da applicare agli stipiti delle porte e tramite polvere da spargere sui vestiti delle vittime; indicò anche ungimenti avvenuti a Ginevra e a Milano. La descrizione venne riportata anche in opere successive come il Compendium maleficarum pubblicato a Milano nel 1608 e nel 1626.

## Milano

### Ungimentinel 1576
Nella capitale del Ducato di Milano, allora amministrato dal governatore spagnolo Antonio de Guzmán, una connessione tra peste e utilizzo di unguenti si ripresentò in occasione della peste del 1576.
Corse voce che qualcuno andava «ongendo i cadenacci e ferri delle porte delle case» utilizzando unguenti pestiferi e «ne furono trovati molti»; si sospettò che qualcuno volesse «mantenere il male nella città per arricchirsi delle spoglie de morti». Per individuare i responsabili vennero promessi 500 scudi di ricompensa con una grida.
(Grida del 12 settembre 1576)
Poiché continuò l'ungimento delle porte e «ne furono onte molte», la grida fu rinnovata il 19 settembre 1576 per cercare di individuare i responsabili.
Già all'epoca ci fu almeno una persona giustiziata per aver cercato di infettare la città e, prima di morire, rivelò un rimedio per preservarsi dal contagio, noto in seguito come "unto dell'impiccato".

### Ungimentinel 1630
Il 9 febbraio 1629 si diffuse a Milano la notizia dell'arresto di alcuni frati francesi e anche di un tale che «aveva portato qua in ampolla della peste». Si appurò che il tale era Girolamo Buonincontro, frate apostata proveniente da Ginevra, e che portava con sé solo alcuni innocui medicamenti contro il mal di stomaco; la sovrapposizione delle due notizie fu probabilmente l'origine dell'invenzione di una inesistente lettera, citata da Alessandro Tadino e poi ripresa da Alessandro Manzoni, riguardante untori francesi:
(Alessandro Tadino)
Nel corso dell'anno 1630 si verificarono realmente ungimenti di vario genere.
Il primo di cui si ha notizia fu scoperto nella notte del 17 maggio 1630 nel Duomo di Milano dai canonici monsignor Visconti, monsignor Alessandro Mazenta e monsignor Girolamo Settala (fratello di Ludovico Settala); pur dubitando che fosse fatto per diffondere la peste, avvertirono Marco Antonio Monti, presidente del tribunale di Sanità, per far verificare i banchi ed effettivamente "si trovarono segni con qualche ontome".
La mattina del giorno successivo, 18 maggio, si scoprirono diversi luoghi "contaminati di grasso, parte che tirava al bianco e parte al giallo" e vennero compiuti sopralluoghi dalle autorità e da fisici collegiati per verificare se fosse "pestilenziali". Sempre il 18 maggio le panche furono portate fuori dal duomo e iniziarono a spargersi voci sugli untori.
Gli addetti alla Sanità pensavano a malevoli scherzi, ma una grida del 19 maggio per la denuncia dei colpevoli degli ungimenti conteneva un passaggio ambiguo che ammetteva una effettiva e possibile pericolosità di questi unti.
(Grida del 19 maggio 1630)
Nei giorni successivi gli ungimenti vennero ripetuti e proseguirono fino a settembre.
(Pietro Antonio Lattuada)
Fin da maggio molti furono imprigionati e processati con l'accusa di essere untori.
(Pio La Croce)
Con nuove gride del 13 giugno e del 7 agosto si aumentarono sia il premio per le denunce sia le pene per i colpevoli degli ungimenti, considerati ormai una realtà.
(Grida del 7 agosto 1630)

### Le accuse agli untori

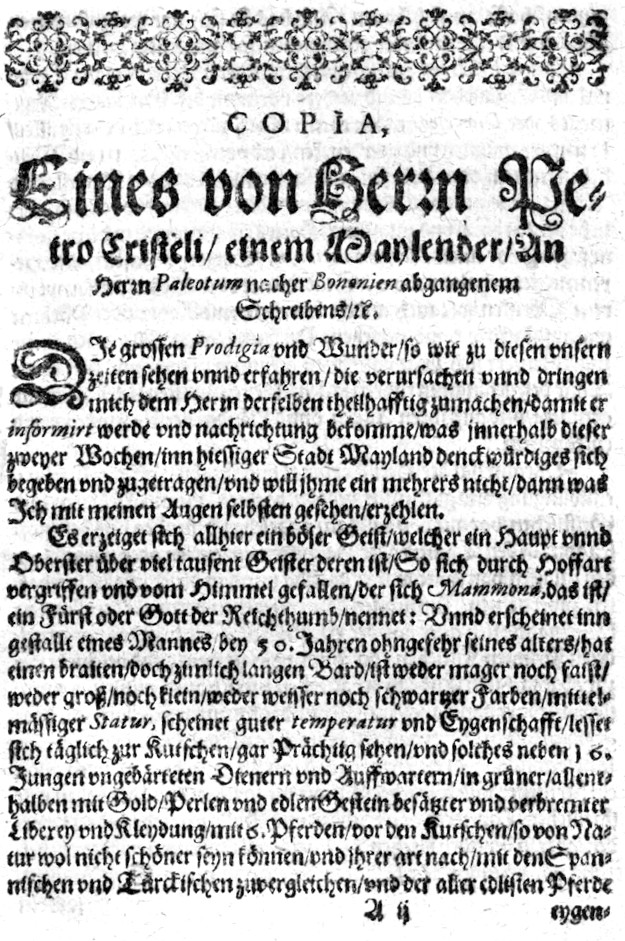
La versione tedesca del fantasioso racconto relativo al demone presente a Milano

La vastità e frequenza degli ungimenti portarono la popolazione a ipotizzare complotti di vario genere per giustificare l'operato degli untori.
Il demonio
Una teoria diffusa era quella di un'origine demoniaca della pestilenza con la presenza in città di un ricco demonio che avrebbe compensato gli untori. Circolò anche in varie città in Italia il fantasioso racconto di un certo Pietro Crivelli, incentrato sulla figura del Mammona, descritto come un demone circolante in città, dedito a spargere polveri pestilenziali persino in Duomo e sulla sua piazza; si sarebbe anche insediato nel palazzo del conte Trivulzio, allontanatosi da Milano per sfuggire alla pestilenza.
(Da una delle versioni del racconto)
La storia ebbe tale diffusione che fu pubblicata anche in tedesco con il nome dell'autore storpiato in Petro Cristeli. Una lettera di smentita di questi avvenimenti fu inviata dall'arcivescovo Federico Borromeo nel gennaio 1631.
Il complotto politico
Pur senza alcuna prova tangibile, in vari momenti circolarono teorie su motivazioni politiche degli ungimenti, coinvolgendo diversi personaggi politici di varia levatura: Filippo IV di Spagna, Carlo Emanuele I di Savoia, il cardinale Richelieu, il conte di Collalto oppure Albrecht von Wallenstein; ci furono anche accuse generiche contro Venezia. Si formularono teorie sugli spostamenti del barnabita milanese Carlo Bossi (1572-1649) oppure su Francisco de Padilla y Gaitán, castellano di Milano. L'ex governatore Gonzalo Fernández de Córdoba avrebbe invece orchestrato il tutto per vendicarsi degli insulti ricevuti al momento della partenza.
I monatti
Altra accusa diffusa era quella contro i monatti, cioè coloro che raccoglievano i cadaveri delle persone decedute per la malattia: già considerati ribrezzevoli, vennero anche sorpresi a lasciare intenzionalmente abiti e tessuti infetti per le strade in modo che gli abitanti li raccogliessero e così propagassero ulteriormente la pestilenza.
(Paolo Bisciola per la peste del 1576)
(Alessandro Tadino per la peste del 1630)
L'ipotesi che fossero i monatti a realizzare e diffondere gli "unti", in considerazione del proprio guadagno durante l'epidemia, è ritenuta una delle più realistiche.

### Processi contro gli untori
Il processo legato alla colonna infame

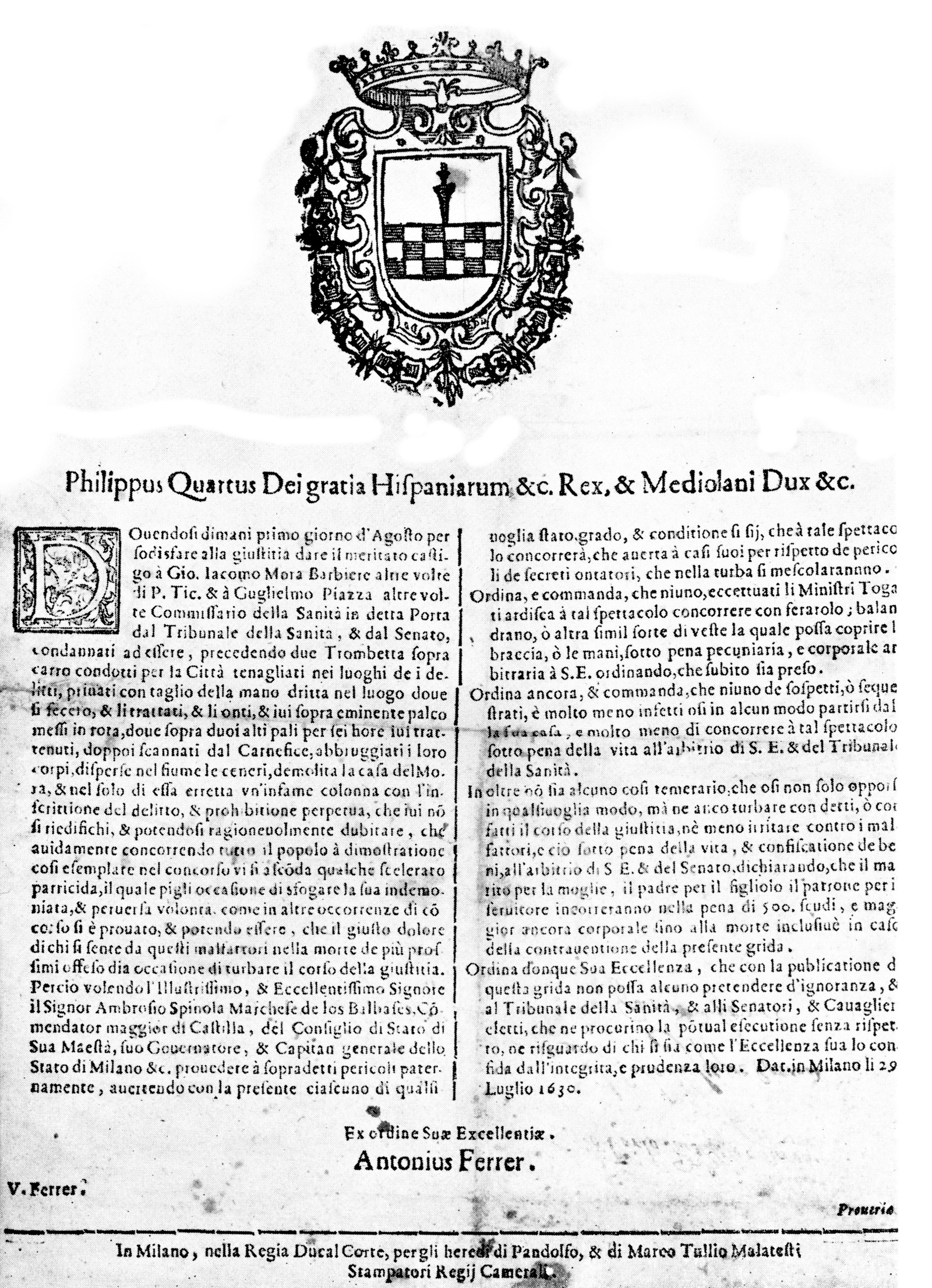
Grida del 29 luglio 1630 con la condanna di Piazza e di Mora

Solo una parte delle indagini e dei processi relativi agli untori è giunta fino ai nostri giorni. La condanna di untori più nota è quella legata alla colonna infame di Milano.
- Guglielmo Piazza, commissario della sanità, fu arrestato come untore il 22 giugno 1630, il giorno successivo a un ungimento nella Vetra dei Cittadini in Porta Ticinese; fu interrogato e, a causa di apparenti contraddizioni, fu sottoposto a tortura. Fu condannato a morte il 25 luglio (o il 27) e giustiziato il 1º agosto 1630. È citato sulla lapide della colonna infame.
- Gian Giacomo Mora, barbiere, denunciato da Guglielmo Piazza come fabbricatore dell'unto, fu arrestato il 26 giugno. Fu condannato a morte il 25 luglio (o il 27) e giustiziato il 1º agosto con il Piazza; la casa dove abitava fu rasa al suolo e sul posto venne eretta la colonna infame.
- Stefano Baruello. Morì in carcere.
- Gianandrea Barbiere. Giustiziato.
- Pier Girolamo Bertone. Giustiziato.
- Giovanni Battista Bianchino. Giustiziato.
- Pietro Corona. Morì in carcere.
- Giovanni Battista Farletta. Morì in carcere e fu bruciato in effigie.
- Giacinto Maganza. Giustiziato.
- Gaspare Migliavacca. Giustiziato.
- Girolamo Migliavacca. Condannato il 19 agosto e giustiziato il 21 agosto.
- Gian Paolo Rigotto. Giustiziato.
- Martino Recalcato. Giustiziato.

Sia il Mora sia il Piazza prima dell'esecuzione della sentenza, per liberarsi la coscienza e salvarsi l'anima, dichiararono di essere innocenti e di aver falsamente incolpato tutte le altre persone.
Giovanni de Padilla, figlio del castellano di Milano, fu coinvolto nel processo e arrestato; fu assolto da ogni accusa nel 1633.
Il processo contro un antenato del Manzoni
Nel 1630 Giovanni Ambrogio Arrigoni, deputato della sanità di Cremeno, in Valsassina, parte dello Stato di Milano, arrestò diverse persone. Tramite "leggeri tormenti" ottenne confessioni che indicavano Francesco Manzoni, Caterina Rozzona, Francesco Bagarone a altri come untori, mentre Giacomo Maria Manzoni, antenato di Alessandro Manzoni, avrebbe fornito l'unto utilizzato per gli ungimenti a Cremeno.
La posizione di Giacomo Maria Manzoni fu stralciata dal processo.  Francesco Manzoni, Caterina Rozzona e Francesco Bagarone, condotti a Milano e sottoposti a tortura, confessarono e furono condannati a morte. I primi due furono giustiziati pubblicamente, mentre il Bagarone morì in carcere.
Nel 1631 si accertò che le accuse a Giacomo Maria Manzoni furono artefatte dall'Arrigoni, a causa della rivalità e concorrenza esistenti tra le due famiglie. L'Arrigoni fu imprigionato, ma riusci a fuggire.

## Altre città degli Stati italiani
Milano non fu l'unica città dove si diffusero accuse contro untori, ma fu quella in cui si ebbe il maggior numero di denunce e la maggiore partecipazione da parte dei pubblici amministratori; in vari luoghi fu liquidata come semplice credenza popolare.
I bandi contro gli untori e le relative credenze popolari raggiunsero anche alcuni luoghi vicini. Nel caso di Bergamo e con indicazioni anche per Brescia, entrambe sotto il dominio della Repubblica di Venezia, stando ad una testimonianza dell'epoca i casi di ungimenti furono rari.
(Il memorando contagio seguito in Bergamo l'anno 1630)
Per Torino, capitale del Ducato di Savoia, si hanno testimonianze sia per la peste del 1599 sia per la peste del 1630, riportate dall'archiatra di Casa Savoia Giovanni Francesco Fiochetto (1564-1642), con diffusione volontaria della pestilenza anche tramite l'ungimento delle porte.
(Trattato della Peste, o sia contagio di Torino dell'Anno 1630)
(Trattato della Peste, o sia contagio di Torino dell'Anno 1630)
La credenza popolare di una peste provocata volontariamente si diffuse brevemente anche a Napoli - anch'essa come Milano dominata dagli spagnoli - durante la peste del 1656, ma si parlò di polveri e non di ungimenti. Le autorità diedero poco credito alla questione, etichettandola come una "favola", ma per quietare la popolazione vennero mandati al patibolo alcuni sospetti.
(Istoria civile del Regno di Napoli)